# 주전: 와인전쟁
《주전: 와인전쟁》(중국어: 酒戰)은 2017년에 개봉한 중국의 영화이다.

## 줄거리
고대 중국 와인의 비밀이 담긴 신의 와인 “바쿠스” 을 얻기 위해 프랑스로 향한 중국 경찰 ‘장 수이(장한위)’는 어린시절 고아원에서 형제처럼 지냈던 ‘윌리(여명)’에게 도움을 청한다.
둘은 무사히 와인 경매 참가에 성공하지만, 강력한 경쟁자가 등장함과 동시에 경매장에서 정체 모를 총격전이 발생하고 건물까지 폭파되는데…

## 캐스팅
- 여명 - 윌리 역
- 장한위 - 장 수이 역
- 데이빗 야오-칭 왕
- 두쥐안